# Dolmens des Pérottes
Les dolmens de la Grosse Pérotte et de la Petite Pérotte sont des mégalithes situés sur le territoire de la commune de Fontenille en limite de la commune de Luxé dans le département de la Charente, en France. Ce sont des dolmens de type angoumoisin. La Petite Pérotte a fait l'objet d'une fouille archéologique récente.

## Historique
Au XVe siècle les dolmens bornaient la seigneurie de Château-Renaud et se nommaient déjà Pérottes. Ils ont été décrits dès 1826 par Chaudruc de Crazannes puis par l'abbé Michon en 1844. Les habitants du pays les dénommaient alors Pierres de la Pérotte. La première fouille officielle du site est réalisée par Auguste-François Lièvre en 1873. Les dolmens des Pérottes sont classés monuments historiques depuis 1900. 
En 2012-2013, la Petite Pérotte a fait l'objet de fouilles archéologiques dirigées par Vincent Ard. A l'issue de ces fouilles, la chambre de a été consolidée par l'installation d'un pilier central et le comblement total de son intérieur.

## Description
Les deux dolmens de la Grosse Pérotte et de la Petite Pérotte, parfois orthographiés Perrottes, sont des dolmens de type angoumoisin. Ils sont distants d'une cinquantaine de mètres.

### Petite-Pérotte

#### Architecture
Le monument a été édifié sur une petite hauteur à 31 m d'altitude. Le tumulus circulaire d'origine devait atteindre 15 m de diamètre et il comportait deux murs de parement concentriques distants d'environ 2 m. Le mur de parement interne est chaîné avec les parements du couloir, ce qui laisse supposer une construction en deux phases : chambre, cairn et couloir puis deuxième mur de parement.

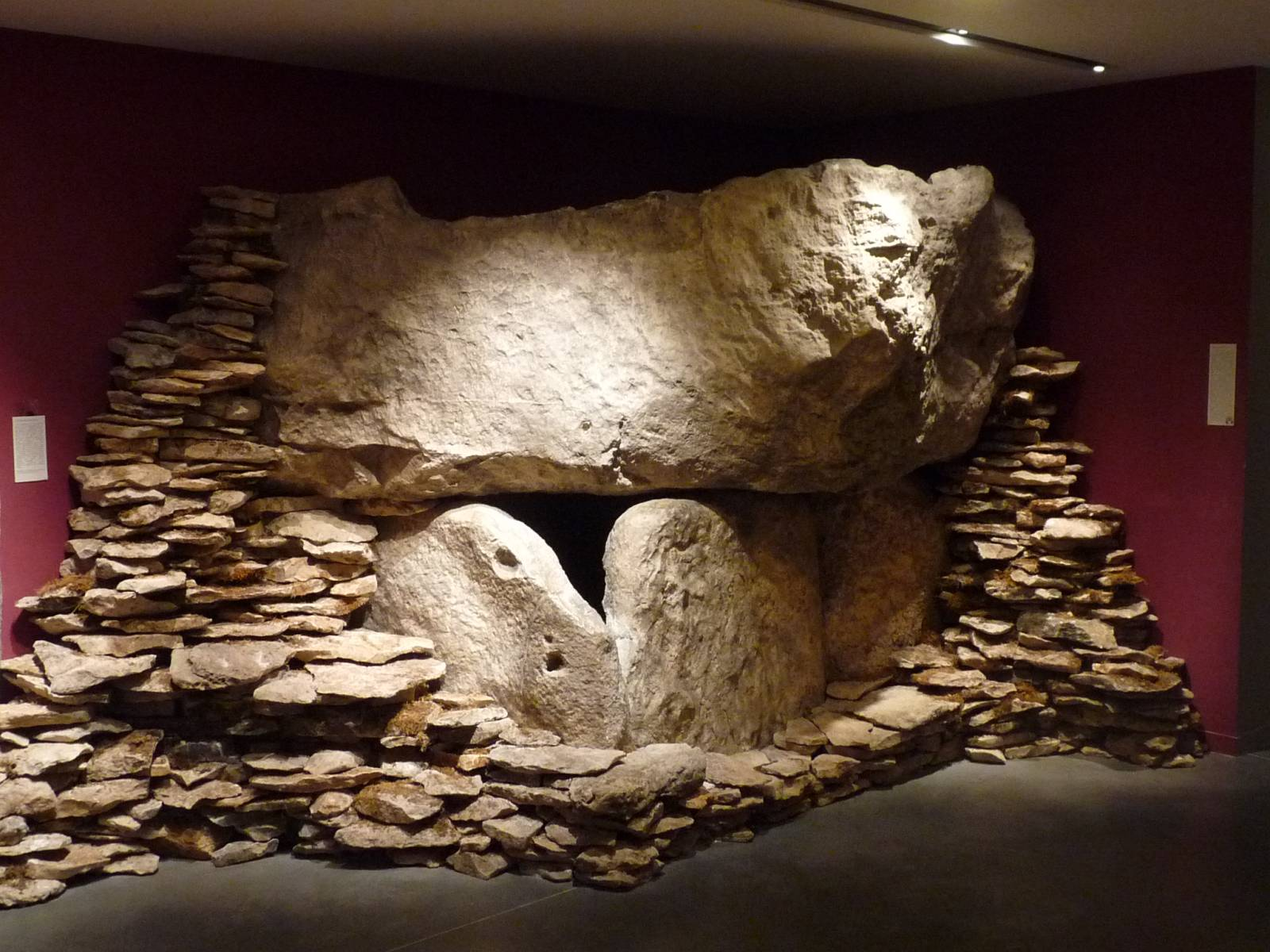
Reconstitution de la Petite Pérotte.

La chambre funéraire fut recouverte d'une monumentale table de couverture en calcaire mesurant 4,75 m de longueur, 2,60 m de largeur pour une épaisseur moyenne de 1,40 m, dont le poids est estimé à 39 tonnes. Elle reposait à l'origine sur neuf orthostates (quatre sont encore visibles) dont la surface interne fut égalisée par martelage et abrasion Certaines dalles comportent des rainures d'emboîtement entre deux piliers consécutifs. Les plus grands orthostates mesurent 2,30 m de hauteur et leur poids est estimé à environ 2 tonnes. La chambre a une forme polygonale. Le sol était dallé. Elle débouche à l'est sur couloir (7,60 m de long ouvrant au sud-est) dont elle était peut-être isolée par une porte constituée d'une grande dalle actuellement visible côté nord.
La chambre est complétée par une cellule latérale d'environ 2 m2 ouvrant sur le côté sud du couloir. D'un diamètre d'environ 1,50 m, elle était couverte d'une unique table de couverture et son sol était dallé. Ce type  de construction, dolmen angoumoisin associé avec une chambre annexe, existe aussi dans le tumulus B de la Boixe.

#### Mobilier funéraire
La chambre contenait des ossements de six individus et des tessons d'un gobelet décoré d'impressions de cordelette. Des restes de deux petits vases et deux armatures de flèche à tranchant transversal, le tout datant du Néolithique moyen, ont été retrouvés dans la cellule latérale. Ce matériel archéologique disparate a été attribué à diverses périodes du Néolithique (moyen, final) et au Campaniforme.

### Grosse-Pérotte

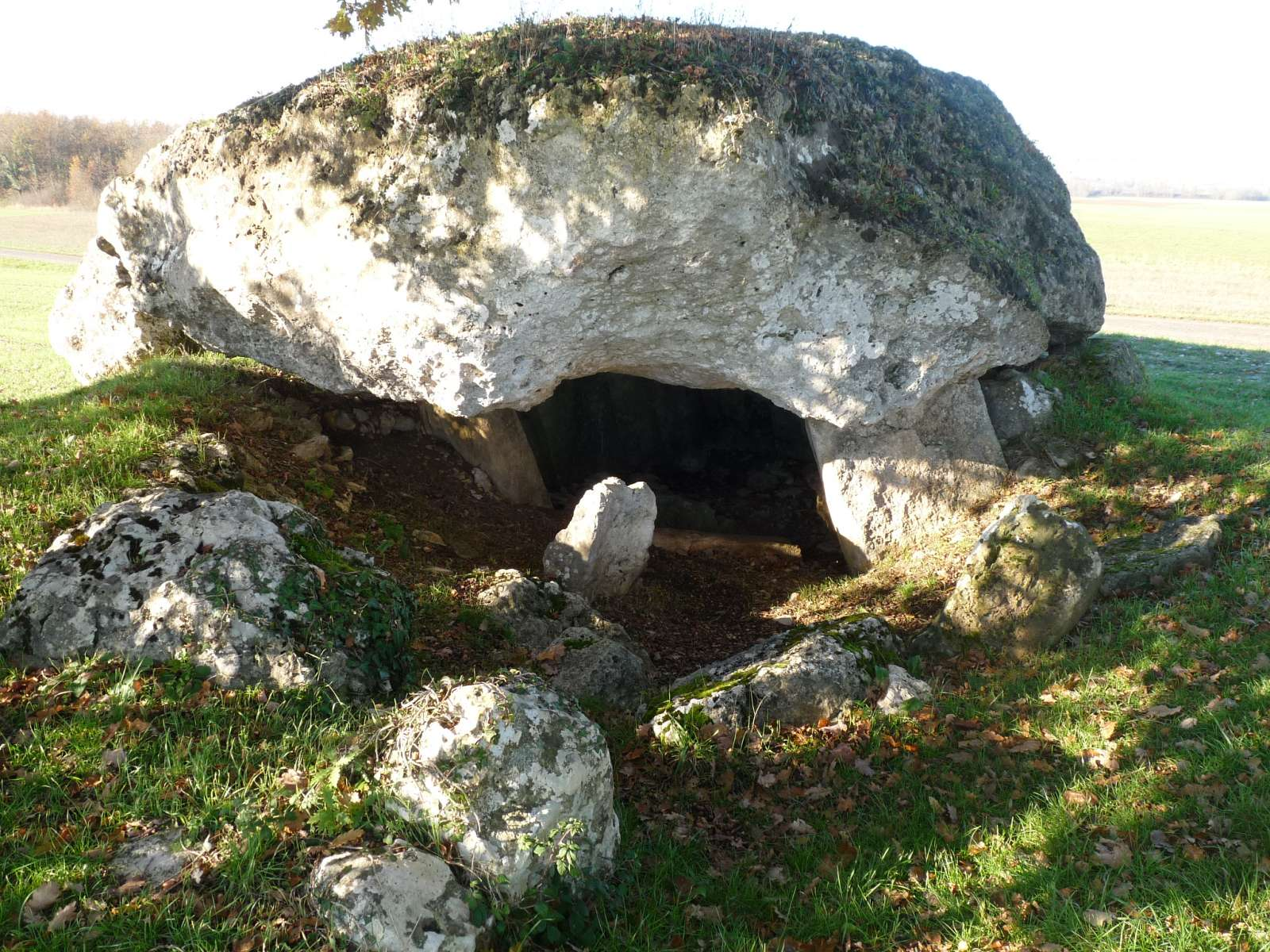
La Grosse-Pérotte.

#### Architecture
Faute de fouille, la forme du tumulus, désormais disparu, est inconnue mais il devait être similaire à celui de la Petite Pérotte. La table de couverture est brisée en trois morceaux et mesure plus de 5 m de longueur, presque autant de largeur et 1,75 m d'épaisseur. Elle repose sur une dix orthostates équarris. Une onzième dalle servait de porte. La chambre devait être de forme rectangulaire à l'origine. Elle mesure 3,40 m de long sur 2,30 m de large, haute de 2 m. Le couloir d'accès est orienté au sud-est.
Deux orthostates des parois de la chambre comportent un décor. Une dalle du fond de la chambre est gravée d'un dessin représentant une hache (de 40 cm de haut et 14 cm de large), avec le tranchant dirigé vers le haut et la première dalle à droite en entrant dans la chambre est sculptée, en bas-relief, de deux crochets parallèles, dont la partie supérieure a été brisée à une période récente. L'un des piliers ouest comporte une échancrure ouvrant vers la masse tumulaire.

#### Mobilier funéraire
La chambre a été vidée en 1873 par le propriétaire du champ où se situe le dolmen. Les ossements retrouvés comprenaient des humérus calcinés appartenant à au moins neuf individus, dont six avec la cavité olécranienne trouée.
La matériel archéologique découvert se composait de tessons de poterie ornés de chevrons, d'un grattoir, d'armatures de flèches, d'une hachette en pierre noire, d'un objet en os ou en bois de cerf et d'éléments de parure (rondelles en os provenant d'un collier).